# Terry Chimes
Terence Chimes (anche conosciuto come Tory Crimes; Londra, 5 luglio 1956) è un batterista britannico.
È stato il batterista originale dei Clash. Suonò con loro dal luglio 1976 al novembre 1976 e dal febbraio 1977 all'aprile 1977 e infine dal maggio 1982 al maggio 1983. Fece anche una breve tournée con i Black Sabbath dal novembre 1987 al dicembre 1987 e ancora nel maggio 1988. Nei primi anni novanta si è convertito al cattolicesimo.

## The Clash
Terry Chimes fu uno dei leggendari membri del gruppo proto-punk London SS, che comprendeva anche Mick Jones e Paul Simonon che, insieme a Chimes, "ingaggiarono" Joe Strummer e Keith Levene nei futuri Clash.
Keith Levene lasciò i Clash in tempi brevi e così anche Chimes, che però ebbe modo di registrare le tracce dell'album di debutto del gruppo chiamato The Clash. Chimes fu rimpiazzato con Topper Headon.
Nel 1982, Headon fu cacciato dal gruppo per problemi riguardanti la droga e così Chimes fu richiamato per suonare con il gruppo nel tour dove i Clash stavano facendo da band di supporto agli Who negli Stati Uniti d'America. Successivamente partecipò anche a una breve tournée che i Clash fecero nel Regno Unito. La sua prima apparizione nel 1982 fu al concerto debutto del tour di Combat Rock: 29 maggio 1982, Convention Hall, Asbury Park, New Jersey. L'ultimo, il 27 novembre dello stesso anno a Montego Bay in Jamaica.

## Altri gruppi
Dopo aver lasciato i Clash, Chimes suonò come batterista in band come Johnny Thunders and the Heartbreakers nel 1977, i Generation X dal 1979 al 1980, gli Hanoi Rocks nel 1985, i The Cherry Bombz nel 1986 (con Andy McCoy e Nasty Suicide ex membri con Chimes negli Hanoi Rocks e con Dave Tregunna ex membro degli inglesi Sham 69) e per i Black Sabbath nella loro tournée chiamata "Eternal Idol Tour" nel 1987-88.

## Oggi
Chimes è diventato un chiropratico professionista dal 1994.
 È stato introdotto nella Rock and Roll Hall of Fame quando i Clash sono stati aggiunti nel 2003 e ha prestato servizio come portavoce nel discorso del gruppo durante la cerimonia. Inoltre, non è stato premiato una seconda volta quando i Black Sabbath sono stati aggiunti nel 2006.

## Discografia

### Con i Clash
Album in studio
- 1977 — The Clash
- 1979 — The Clash [U.S.]

Live
- 1999 — From Here to Eternity: Live

Raccolte
- 1988 — The Story of the Clash, Volume 1
- 1991 — Clash on Broadway (cofanetto di tre CD)
- 1991 — The Singles
- 2000 — Rockers Galore
- 2003 — The Essential Clash
- 2004 — London Calling: 25th Anniversary Edition
- 2006 — The Singles (Box Set) (cofanetto contenente 19 CD singoli)

### Altri album
- 1977 - The Heartbreakers — L.A.M.F.
- 1981 - Generation X — Kiss Me Deadly
- 1986 - Cherry Bombz — Hot Girls in Love
- 1986 - Cherry Bombz — The House of Ectasy
- 1992 - Hanoi Rocks — Lean on Me
- 1992 - London Cowboys — The Underdog Recordings
- 1992 - London Cowboys — Wow Wow Oui Oui